# Філіпповський
Філі́пповський (рос. Филипповский) — селище у складі Каменського району Алтайського краю, Росія. Адміністративний центр Філіпповської сільської ради.

## Населення
Населення — 320 осіб (2010; 431 у 2002).
Національний склад (станом на 2002 рік):
- росіяни — 89 %